# Vífilsfell
Vífilsfell (isländskt uttal: [ˈviːvɪlsˌfɛtl̥]) är en hyaloklastitrygg på sydvästra Island ( Weichsel). i republiken Island. Det ligger i regionen Suðurland, nära Ringvägen. Toppen på Vífilsfell är 655 meter över havet, eller 120 meter över den omgivande terrängen. Bredden vid basen är 2,4 km.
Vífilsfell utgör den nordligaste förskjutningen av bergsmassivet Bláfell och är belägen på toppen av spricksystemet Brennisteinsfjöll.
Namnet Vífilsfell har berget fått efter Vífli, en slav till Ingolf Arnarson.